# Give (The Bad Plus)
Give è il terzo album in studio del gruppo The Bad Plus, uscito nel 2004. Nel disco, oltre a composizioni originali, sono presenti alcuni riarrangementi; tra questi Street Woman di Ornette Coleman, Velouria dei Pixies e Iron Man dei Black Sabbath.

## Tracce
1. 1979 Semi-Finalist – 5:18 (David King)
2. Cheney Piñata – 4:49 (Ethan Iverson)
3. Street Woman – 3:58 (Ornette Coleman)
4. And Here We Test Our Powers of Observation – 4:22 (Reid Anderson)
5. Frog and Toad – 3:37 (David King)
6. Velouria – 5:37 (Charles Thompson)
7. Layin' a Strip For the Higher-Self State Line – 4:17 (David King)
8. Do Your Sums/Die Like a Dog/Play For Home – 5:05 (Ethan Iverson)
9. Dirty Blonde – 3:42 (Reid Anderson)
10. Neptune (The Planet) – 5:30 (Reid Anderson)
11. Iron Man – 6:02 (Geezer Butler, Tony Iommi, Ozzy Osbourne, Bill Ward)

In alcune edizioni sono presenti uno o entrambi dei seguenti brani come bonus track. Questa versione di Knowing Me, Knowing You non è la stessa presente nell'album d'esordio del trio.
1. Knowing Me, Knowing You – 4:23 (Benny Andersson, Stig Anderson, Björn Ulvaeus)
2. Every Breath You Take – 6:33 (Sting)

## Formazione
- Ethan Iverson - pianoforte
- Reid Anderson - contrabbasso
- Dave King - batteria